# Музей давніх графічних технік
Музей давніх графічних технік — музей у Львові, на вулиці Юрія Дрогобича, 8. Розташований в художній майстерні «Літографія».

## Постійні виставки
У майстерні-музеї можна оглянути діючі літографічні верстати XIX ст., єдину в Україні колекцію оригінальних альпійських літографічних каменів XIX ст., прес для високого друку і офсетний верстат початку XX ст., інше устаткування для виконання естампів.